# Eden (hrabstwo Fond du Lac)
Eden – wieś w Stanach Zjednoczonych, w stanie Wisconsin, w hrabstwie Fond du Lac.